# E-40
E-40 (nacido como Earl Stephens el 15 de noviembre de 1967 en Vallejo, California), también conocido como Charlie Hustle, 40 Fonzarelli, The Ambassador of the Bay ("El Embajador de la Bahía"), "40 Belafonte" y 40 Water, es un rapero de la Bahía de San Francisco.

## Influencias
E-40 tiene, junto con sus familiares The Click (B-Legit, D-Shot, Suga T), un gran reconocimiento en su ciudad natal Vallejo y ciudades cercanas como Oakland, Richmond, San Francisco y San José. Ha lanzado regularmente varios álbumes por su propio sello discográfico Sick Wid It Records.

## Carrera
Tras un show de nuevos talentos en la Universidad Estatal de Grambling, E-40 y su primo B-Legit decidieron intentar una carrera como raperos. Se mudaron a Vallejo y se juntaron con D-Shot, hermano de E-40, para formar el grupo Most Valuable Players. Posteriormente Suga T, hermana de E-40, fue añadida al grupo para formar esta vez The Click.
Tras el lanzamiento del primer álbum de The Click, Down and Dirty, el debut en solitario de E-40, Federal, fue editado. Con su siguiente EP The Mail Man, el rapero ganó más reconocimiento.
E-40 ha grabado unos diez CD, incluidos los de The Click. También ha aparecido en numerosas bandas sonoras de películas y en álbumes de otros artistas. Su voz distintiva y rápida le han hecho colaborar con muchos artistas de la Costa Oeste, como Ice Cube, Tupac Shakur, Brotha Lynch Hung y Too $hort.
Tras finalizar su contrato con Jive Records firmó por el sello de Lil' Jon BME Recordings y Warner Bros. Records.
El sencillo "Tell Me When to Go" con Keak da Sneak se convirtió en un éxito en toda la nación. Su último álbum My Ghetto Report Card debutó #1 en la lista Billboard Rap Álbum el 14 de marzo de 2006. Lanzado a través de Sick Wid It/BME/Warner Bros. Records, contó con producciones de Lil Jon, Rick Rock y el hijo de E-40, Droop-E. El siguiente sencillo fue "U and Dat", lanzado en abril, junto con T-Pain y Kandi, producido por Lil' Jon, el cual fue un enorme éxito (el mayor del artista hasta la fecha).
The Ball Street Journal, su último trabajo, salió en 2008 y en él colaboraban gente como Ice-T, The Game y T-Pain. El único sencillo sacado para el disco fue "Wake It Up" con Akon. El disco salió a la luz el 24 de noviembre de ese año.

## Discografía

### Solo
| Año  | Álbum                                                    | U.S. | R&B |
| ---- | -------------------------------------------------------- | ---- | --- |
| 1993 | Federal                                                  | –    | 80  |
| 1994 | The Mail Man                                             | 131  | 13  |
| 1995 | In a Major Way                                           | 13   | 2   |
| 1996 | Tha Hall of Game                                         | 4    | 2   |
| 1998 | The Element of Surprise                                  | 13   | 4   |
| 1999 | Charlie Hustle: The Blueprint of a Self-Made Millionaire | 28   | 2   |
| 2000 | Loyalty and Betrayal                                     | 18   | 4   |
| 2002 | Grit & Grind                                             | 13   | 5   |
| 2003 | Breakin' News                                            | 16   | 4   |
| 2004 | The Best of E-40: Yesterday, Today, and Tomorrow         | 133  | 43  |
| 2006 | My Ghetto Report Card                                    | 3    | 1   |
| 2008 | The Ball Street Journal                                  | 42   | 6   |
| 2010 | Revenue Retrievin': Day Shift                            | 47   | 15  |
| 2010 | Revenue Retrievin': Night Shift                          | 49   | 15  |
| 2011 | Revenue Retrievin': Overtime Shift                       | 42   | 13  |
| 2011 | Revenue Retrievin': Graveyard Shift                      | 40   | 12  |
| 2012 | The Block Brochure: Welcome to the Soil 1                | 69   | 10  |
| 2012 | The Block Brochure: Welcome to the Soil 2                | 58   | 9   |
| 2012 | The Block Brochure: Welcome to the Soil 3                | 71   | 13  |
| 2012 | History: Function Music                                  | 62   | 9   |
| 2012 | History: Mob Music                                       | 71   | 11  |
| 2013 | The Block Brochure: Welcome to the Soil 4                | 136  | 19  |
| 2013 | The Block Brochure: Welcome to the Soil 5                | 140  | 20  |
| 2013 | The Block Brochure: Welcome to the Soil 6                | 151  | 21  |
| 2014 | Sharp On All 4 Corners: Corner 1                         | 61   | 8   |
| 2014 | Sharp On All 4 Corners: Corner 2                         | 197  | 19  |
| 2016 | The D-Boy Diary: Book 1                                  | 178  | 13  |
| 2016 | The D-Boy Diary: Book 2                                  | -    | 14  |
| 2018 | Connected and Respected                                  | 103  | 50  |
| 2018 | The Gift of Gab                                          | -    | -   |
| 2019 | The Rule of Thumb                                        | -    | -   |

### Recopilaciones
| Año  | Título                                          | Posición | Posición |
| Año  | Título                                          | U.S.     | U.S. R&B |
| ---- | ----------------------------------------------- | -------- | -------- |
| 1997 | Southwest Riders                                | 23       | 2        |
| 2004 | The Best of E-40: Yesterday, Today and Tomorrow | 133      | 43       |
| 2005 | The Bay Bridges Compilation                     | –        | –        |
| 2007 | Hyphy Movement                                  | –        | –        |

## Singles
| Año  | Título                                                            | Posición   | Posición | Posición | Álbum                   |
| Año  | Título                                                            | US Hot 100 | U.S. R&B | US Rap   | Álbum                   |
| ---- | ----------------------------------------------------------------- | ---------- | -------- | -------- | ----------------------- |
| 1994 | "Mr. Flamboyant" (feat. The Click)                                | -          | -        | -        | The Mail Man            |
| 1994 | "Captain Save a Hoe"                                              | 94         | 63       | -        | The Mail Man            |
| 1995 | "1-Luv" (feat. Levitti)                                           | 71         | 51       | 4        | In a Major Way          |
| 1995 | "Sprinkle Me" (feat. Suga T)                                      | 44         | 24       | 5        | In a Major Way          |
| 1996 | "Rapper's Ball" (feat. Too Short & K-Ci)                          | -          | -        | 4        | Tha Hall of Game        |
| 1997 | "Things ll Never Change"                                          | 29         | 19       | 4        | Tha Hall of Game        |
| 1998 | "Hope I Don't Go Back"                                            | -          | 40       | -        | The Element of Surprise |
| 1999 | "Big Ballin with My Homies"                                       | -          | -        | -        | Charlie Hustle          |
| 2000 | "Nah, Nah..." (feat. Nate Dogg)                                   | -          | 61       | -        | Loyalty & Betrayal      |
| 2002 | "Rep Yo City" (feat. Lil' Jon, Petey Pablo, Bun B & 8 Ball & MJG) | -          | 73       | -        | Grit & Grind            |
| 2002 | "Automatic" (feat. Kokane & Fabolous)                             | -          | 72       | -        | Grit & Grind            |
| 2003 | "Quarterbackin'" (feat. Clipse)                                   | -          | 72       | -        | Breakin' News           |
| 2006 | "Tell Me When to Go" (feat. Keak Da Sneak)                        | 35         | 37       | 8        | My Ghetto Report Card   |
| 2006 | "U and Dat" (feat. T-Pain & Kandi Gurl)                           | 13         | 8        | 4        | My Ghetto Report Card   |
| 2008 | "Wake It Up" (feat. Akon)                                         | 117        | 87       | -        | The Ball Street Journal |

### Colaboraciones
| Año  | Canción                                                                                      | U.S. Hot 100 | U.S. R&B | U.S. Rap | Álbum                     |
| ---- | -------------------------------------------------------------------------------------------- | ------------ | -------- | -------- | ------------------------- |
| 2006 | "Snap Yo Fingers" (Lil' Jon feat. E-40 & Sean P)                                             | 7            | 1        | 1        | Crunk Rock                |
| 2006 | "Candy (Drippin' Like Water)" (Snoop Dogg feat. E-40, MC Eiht, Goldie Loc, & Tha Dogg Pound) | -            | -        | -        | Tha Blue Carpet Treatment |
| 2007 | "Oh Yeah (Work)" (Lil' Scrappy feat. Sean P & E-40)                                          | 113          | 60       | 20       | Bred 2 Die Born 2 Live    |

## Apariciones
- 1995: "Shimmy Shimmy Ya (remix)" (Ol' Dirty Bastard feat. MC Eiht & E-40)
- 1995: "I Got 5 on It (remix)" (The Luniz feat. Spice 1, Shock G, Richie Rich & E-40)
- 1995: "Aint Hard to Find" (2Pac feat. B-Legit, C-Bo, D-Shot, Richie Rich & E-40)
- 1995: "Exercise Yo Game" (Coolio feat. E-40 & Kam)
- 1997: "Come and Get Some" (SWV Feat. E-40)
- 1998: "Gotta Make That Money" (TQ featuring E-40)
- 2002: "The Way We Ball (remix)" (Lil Flip feat. E-40, Lil' Ron & Yung Reed)
- 2003: "Speculationz" (Twiztid Feat. E-40)
- 2005: "Hustle (remix)" (MURS feat. E-40, Chingo Bling & John Cena)
- 2006: "Dats my part" (DJ Shadow feat. E-40)
- 2006: "Jellysickle" (Tech N9ne feat. E-40)
- 2007: "Talk Hard" (Twista feat. E-40 & Pitbull)
- 2007: "Can't Be Faded" (Young Dre feat. E-40 & Nate Dogg)
- 2007: "2 Step (Remix)" (Unk feat. T-Pain, E-40 & Jim Jones)
- 2008: "Crazy" (Rory feat. E-40)
- 2007: "A Bay Bay (The Ratchet Remix)" (Hurricane Chris feat. The Game, Lil' Boosie, E-40, Birdman, Angie Locc & Jadakiss)
- 2007: "Shes All Mine" (Nick Cannon feat. E-40 & Bosko)
- 2008: "She Bad" (V Factory feat. E-40)
- 2008: "The Bidness" (Krizz Kaliko feat. DJ Chill & E-40)
- 2008: "Get Silly (Mr. ColliPark Remix)" (V.I.C. feat. Soulja Boy Tell 'Em, Bun B, E-40, Pitbull, Polow da Don, Jermaine Dupri, Arab, DJ Unk, Big Kuntry King, Tex James & Bubba Sparxxx)
- 2009: "Santana DVX" (The Lonely Island feat. E-40)
- 2009: "Click Click" (MSTRKRFT feat. E-40)
- 2009: "Exclusive Ownership" (Busta Rhymes feat. E-40)
- 2009: "Booty Call" (BrokeNCYDE feat. E-40)
- 2009: "Doe Doe" (Krizz Kaliko feat. E-40)
- 2009: "Running Wild" (Cunninlynguists feat. E-40)
- 2009: "Designer Drugz & Beatdownz" (A-Wax & Gonzoe feat. E-40)
- 2016: "Can't Do You" (Lecrae feat. E-40)

## Filmografía
- 3 Strikes (2000)
- Obstacles (2000)
- Hair Show (2004)
- Dead Heist (2007)[8]